# Stema Zambiei

Stema Zambiei

Stema Zambiei a fost adoptată la 24 octombrie 1964, când Republica Zambia și-a declarat independența. Această stemă este adaptată din stemele Coloniei Rhodesia de Nord care datează din 1927. Vulturul pescar african reprezintă cucerirea libertății și speranța națiunii pentru viitor. Culegătorul și prășitorul reprezintă coloana vertebrală economică a țării: agricultura și mineritul, precum și caracteristicile care au influențat evoluția și natura Zambiei. Scutul este o reprezentare a Cascadei Victoria cu apă albă căzând în cascadă peste piatra neagră. Cascada Victoria reprezintă râul Zambezi, de la care Zambia și-a luat numele. Stema are și embleme ale resurselor naturale din Zambia: mineralele și mineritul, agricultura și fauna sălbatică. Scutul este susținut de două personaje care reprezintă bărbatul și femeia obișnuiți ai națiunii. Motto-ul țării este „O Zambie, O Națiune“, care subliniază necesitatea unității într-o țară cu peste 60 de grupuri etnice.
Liniile verticale ondulate alb-negru erau, de asemenea, prezente în stema Federației Rhodesiei și a Nyasaland din perioada 1954-1963.